# Ponte medieval de Vilela
A Ponte medieval de Vilela é uma ponte portuguesa sobre o rio Vez localizada no lugar de Sub-Igreja, na antiga freguesia de Vilela, na atual freguesia de Vilela, São Cosme e São Damião e Sá, município de Arcos de Valdevez, distrito de Viana do Castelo.
Esta ponte românica liga Vilela a Aboim das Choças.
Está classificada como Imóvel de Interesse Público desde 1990.

## Cronologia
- Século XIII - Época provável de construção da ponte.
- 1258 - Nas Inquirições Gerais é já feita referência ao topónimo "ponte".
- 1662, outubro - Na tradição popular, diz-se que nesta data, durante a Guerra da Restauração, o exército invasor de D. Baltasar de Roxas Panto a atravessou na sua retirada, ao reconhecer que não conseguia atingir Braga ou Ponte de Lima.[1]
- 1990 - Classificada IIP pelo Decreto nº 29/90, DR, 1.ª série, n.º 163 de 17 julho 1990.[2]